# De kristallen waterval
De kristallen waterval is het eenentwintigste verhaal uit de reeks Dag en Heidi.  Het werd in 1984 uitgegeven door de Standaard Uitgeverij als elfde album uit een reeks van zestien. Dit is het eerste Dag en Heidi verhaal naar een scenario van Hannelore Van Tieghem.

## Personages
- Dag
- Heidi
- Inga
- Stark
- Stork

## Verhaal
Dag, Heidi en Inga gaan kamperen vlak bij een meer. Voor het slapen gaan neemt Dag nog een frisse duik in het meer. Hij wordt op een gegeven moment meegesleurd door de stroming en komt bijna in een draaikolk vlak bij een waterval terecht. Via een laaghangende tak weet hij echter zichzelf te redden. Als de kinderen 's avonds gaan slapen begint het zo hard te stormen dat hun tentjes wegwaaien. De regen valt met bakken naar beneden waardoor ze tot aan hun middel in het water komen te staan. Wadend door het water slaagt het drietal erin om op een dik stuk boomstronk te klimmen.
De stroming neemt hen mee richting waterval. Ze kunnen niet ontkomen aan de draaikolk en vallen er een voor een in, eerst Inga en vervolgens Heidi en Dag als laatste. Dag en Heidi vinden elkaar al snel weer ontwakend aan de ingang van de grot achter de waterval. Ook Inga wordt snel weergevonden. Het meisje is echter helemaal uitgeput en heeft zware koorts. Dag gaat op zoek naar hout of iets waarmee hij een vuur mee kan maken om Inga te verwarmen. Omdat Dag zo lang weg blijft gaat Heidi hem zoeken. De kinderen vinden elkaar weer, maar worden gevolgd door twee reuzen met lang haar en een baard. Een reus heeft drie ogen en maar één oor en de ander slechts één oog maar wel twee grote oren. De kinderen raken bewusteloos. Ze ontwaken in de schuilplaats van de reuzen die Stork en Stark blijken te heten. De reuzen zijn hun echter goedgezind en vertellen hun verhaal aan de kinderen.
Hun moeder bleek een prinses te zijn. Toen tijdens een ritje in het bos haar koets beschadigd raakte, was er een houthakker die deze herstelde. De prinses werd verliefd op de houthakker. Haar vader, de koning wilde hier niet van weten en gaf de opdracht aan enkele soldaten om de prinses te doden. Een soldaat vond de prinses en haar geliefde, maar toen hij de liefde tussen hen zag weigerde hij zijn opdracht uit te voeren. Hij loog de koning vervolgens voor dat zijn dochter dood was. Een jaar later ontdekte de koning echter dat zijn dochter nog leefde toen hij het hutje vond waar ze samen woonde met de houthakker die ondertussen haar man was geworden. Enkele weken later lag de koning op zijn sterfbed en liet de slechte fee Monza komen. Op zijn vraag sprak ze een vloek uit over haar dochter. Ze zou twee misvormde zonen baren. De eerste zoon Stark werd geboren met slechts één oog maar met twee grote oren waarmee hij de hele wereld kon afluisteren. Zijn tweelingbroer Stork had dan maar één oor en drie ogen waarmee hij over de hele wereld kon zien. Ze zouden ook heel wat kwaad aanrichten in de streek. Toen de koningin een jaar na haar man ook op haar sterfbed lag, kwam er een goede fee. Zij zorgde ervoor dat de twee zonen werden opgesloten in een grot achter een waterval. Hun kwaadwillendheid en misvorming zouden pas verdwijnen als ze door mensenkinderen werden ontdekt en een goede daad zouden verrichten.
Doordat Dag en Heidi de broers hadden ontdekt waren deze laatste dus goed geworden. Ook de tweede voorwaarde kunnen ze vervullen. Met behulp van kruiden maken ze een drankje waarmee ze Inga beter maken. Eens als Inga genezen is, krijgen de broers een menselijke gedaante. Als het gezelschap de grot verlaat, besluiten de broers om afscheid te nemen van de kinderen. Ze willen immers al het kwaad dat ze vroeger hebben aangericht weer rechtzetten. De kinderen vinden het jammer dat hun nieuwe vrienden hen al zo snel verlaten, maar voelen zich gelukkig omdat ze twee mensen weer een nieuw leven hebben kunnen geven.